# Stora Tolaråstjärnen
Stora Tolaråstjärnen är en sjö i Vansbro kommun i Dalarna och ingår i Norrströms huvudavrinningsområde.